# Adelphus-Teppiche
Die Adelphus-Teppiche sind eine Serie von vier Anfang der 1470er Jahre entstandenen Bildteppichen. Sie waren Teil der Ausstattung der St.-Adelphus-Kirche in Neuweiler (heute: Neuwiller-lès-Saverne) im Elsass und werden heute dort in der Kirche St. Peter und Paul aufbewahrt. Die Teppiche zählen zu den prächtigsten Erzeugnissen spätmittelalterlicher Teppichkunst im deutschsprachigen Raum. Der Entwurf dazu stammt wahrscheinlich von Jost Haller oder aus seiner Werkstatt.

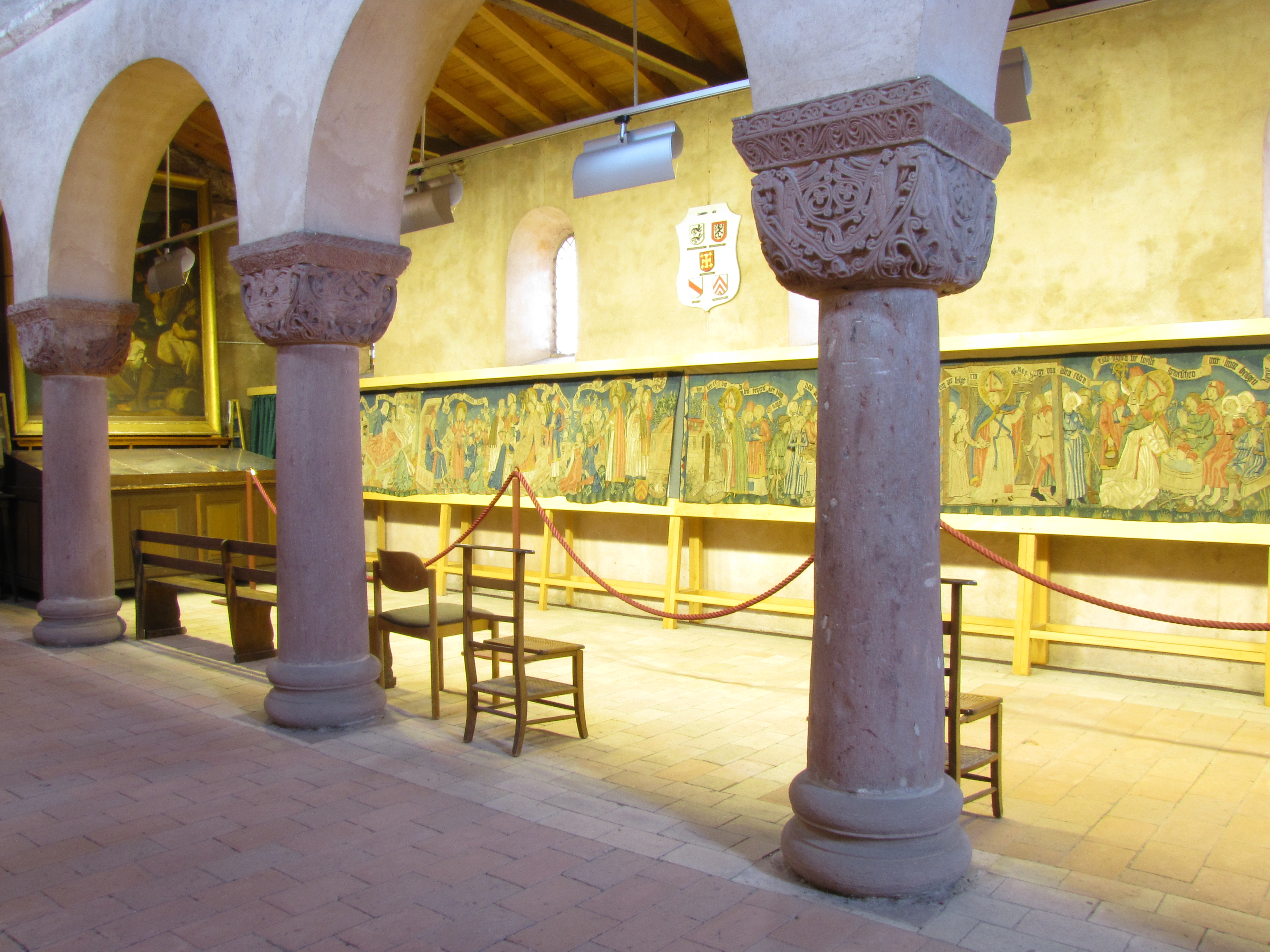
Ausstellung der Teppiche in der Stephans-Kapelle der Kirche St. Peter und Paul

## Geschichte

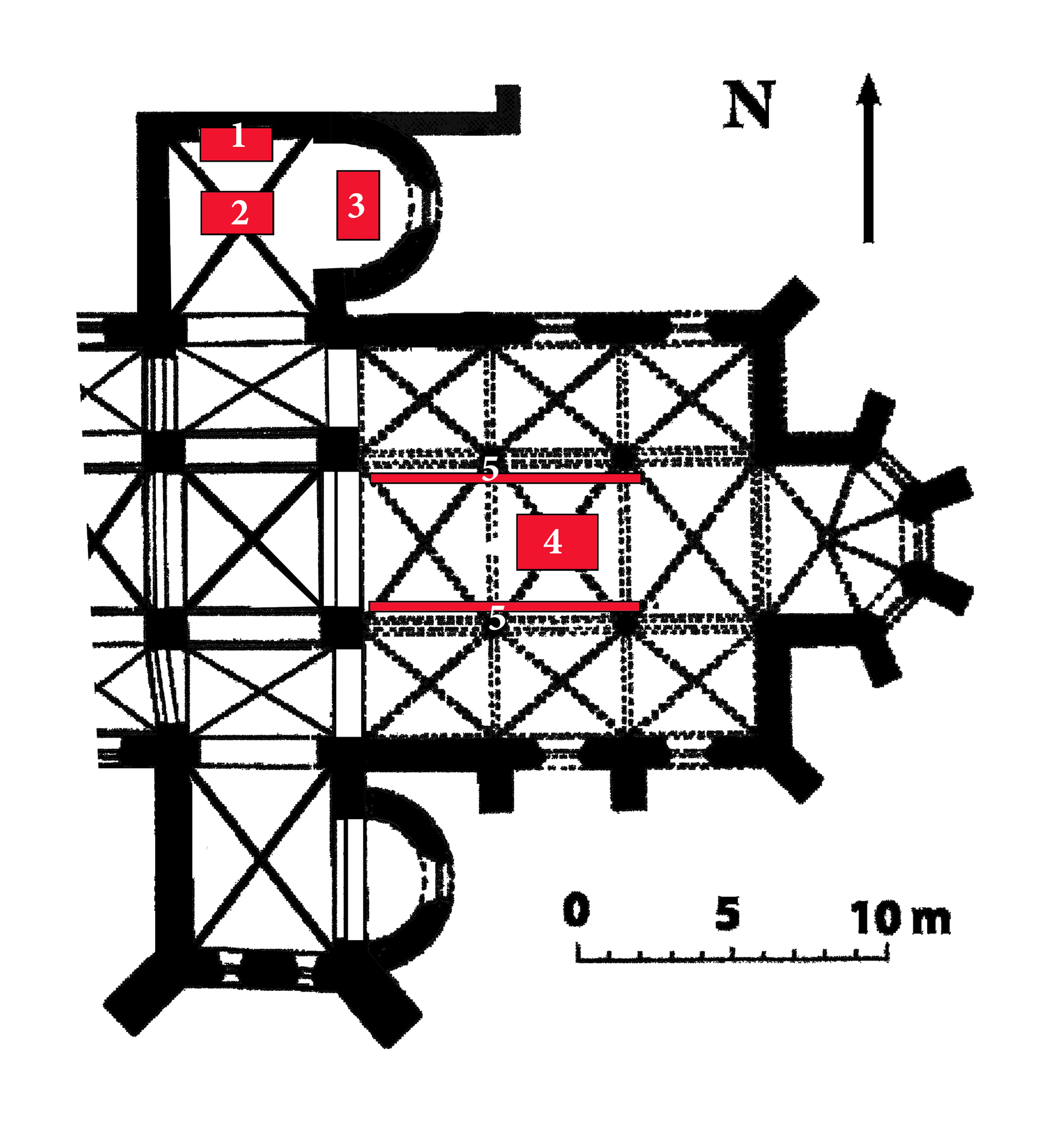
Memoria in der Kirche St. Adelphe, Neuweiler – Nr. 5: Die rekonstruierte Hängung der Teppiche.
1) Heiliges Grab
2) Grabmal von Ludwig V.
3) Nikolaus-Altar
4) Adelphi-Grab
5) Adelphus-Teppiche

Die Teppiche wurden ursprünglich als Dorsale oder Behänge für den Chor der St. Adelphus-Kirche geschaffen, in dem der Schrein mit den Reliquien des Heiligen Adelphus stand. Sie wurden dort aber nur an hohen Festtagen aufgehängt. Stifter waren Ludwig V. von Lichtenberg (1417–1471), einer der beiden letzten Vertreter seiner Familie, nach denen das Geschlecht der Lichtenberger in der männlichen Linie erlosch, und seine Frau, Elisabeth von Hohenlohe, Tochter des Grafen Albrecht von Hohenlohe und der Gräfin Elisabeth von Hanau. Die Teppiche waren als Stiftung an die St.-Adelphi-Kirche und deren Stift Teil einer Jenseits-Vorsorge der Stifter und ein Denkmal für die aussterbende Familie Lichtenberg. Sie wurden nach der Öffnung des Grabes des Heiligen Adelphus im Frühjahr 1468 und noch vor Ludwig V. Tod, Ende Februar 1471, in Auftrag gegeben. Der Herstellungsprozess wird mehrere Jahre in Anspruch genommen haben, je nachdem, wie viele Webstühle dafür parallel eingesetzt wurden – bis zu vier sind möglich. Dass es mehrere waren, ist wahrscheinlich. Die Schätzungen zum erforderlichen Arbeitsaufwand weichen stark voneinander ab und bewegen sich zwischen 20 und 40 Mann/Monaten. Die Werkstatt befand sich vermutlich in Straßburg. Zwischen 1468 und 1474 wurden zunächst die Teppiche 3 und 4 hergestellt, dann die Teppiche 1 und 2.
Weitere Zeugnisse der Bemühungen Ludwigs V. und seiner Frau, ihrer Familie ein Denkmal zu setzen und fromme Werke zu tun, sind sein Hochgrab – die Grabplatte, die ihn im Vollbild in Rüstung darstellt, befindet sich heute im Musée de l’Œuvre Notre-Dame in Straßburg – und ein ebenfalls für die St. Adelphus-Kirche gestiftetes Heiliges Grab – heute in die Kirche St. Peter und Paul in Neuwiller transloziert.
Es ist höchst selten, dass eine solche Stiftung, wie die Teppiche, über mehr als ein halbes Jahrtausend nahezu unversehrt an ihrem Bestimmungsort bewahrt wurde und wird.
Die Teppiche wurden auf der Weltausstellung 1867 in Paris gezeigt.
In den 1860er Jahren, 1971/71 und zuletzt 2001 bis 2004 wurden sie restauriert. Sie sind in der Sebastianskapelle der Kirche St. Peter und Paul in Neuwiller öffentlich zugänglich.

## Materialität
Insgesamt besteht die Serie aus vier Teppichen, von denen jeder 0,95 × 5,00 m misst. Die Teppichserie ist so auch von ihrer Fläche her eines der größten erhaltenen mittelalterlichen Teppich-Bilder Europas. Die Kettfäden bestehen aus Hanf, die Schussfäden überwiegend aus gefärbter Wolle. Für weiße Details wurden pflanzliche Fäden verwendet, goldfarbene Effekte entstehen durch Messingfäden, die um eine Leinenseele gewickelt wurden.

## Inhalt
Die bildlichen Vorlagen zu den Teppichen entstanden wahrscheinlich in der Werkstatt oder von dem Maler Jost Haller selbst, der ab 1438 in Straßburg fassbar ist. Die Bildvorlagen zu den Teppichen sind die jüngsten ihm zugeschriebenen Arbeiten.
Jeder der vier Teppiche enthält fünf Szenen, überwiegend aus den Legenden um den Heiligen Adelphus. Die beiden ersten Teppiche stellen Szenen aus dem Leben des Heiligen dar, die beiden folgenden beschäftigen sich mit seinem postmortalen Wirken, insbesondere den von ihm gewirkten Wundern. Die beiden Teppichpaare weisen an den Übergängen Darstellungen auf, die sie als Einheit erscheinen lassen – sie wurden also so aufgehängt, dass jedes Teppichpaar als ein Bild wirkte. Besonders klar wird das zwischen Teppich 1 und 2, wo eine Kapelle je zur Hälfte auf dem ersten und zweiten Teppich erscheint. Die einzelnen Szenen werden von Schriftbändern begleitet, deren überwiegend deutschsprachige Texte in gotischer Minuskel geschrieben und meist als gereimte Verspaare gefasst sind.
| Bild | Teppich / Bild | Inhalt                             | Text | Übertragung | Anmerkung |
| ---- | -------------- | ---------------------------------- | --- | --- | --- |
|      | 1/1            | Verkündung der Geburt              | hie • vohet • sant • adolffs • leben • an • der • engel • verkündet • uns den• heiligen • man Engel: Ave deo dilecta et o(mn)e gen(us) tuum | Hier fängt Sankt Adolfs Leben an, der Engel verkündet uns den heiligen Mann. Engel: Sei gegrüßt, Erwählte Gottes, und dein ganzes Geschlecht. | Hier finden sich die Wappen von Lichtenberg, Baden, das Jerusalemkreuz und von Burgund (seitenverkehrt) – letztere auf die Eltern des Adelphus bezogen. |
|      | 1/2            | Geburt                             | dar noch • ist er • in die welt • geboren                                                                                                   | Danach ist er in die Welt geboren. | Bereits das Baby trägt einen Heiligenschein! Die Gestaltung der Szene ist ikonografisch an eine Mariengeburt angelehnt. |
|      | 1/3            | Der hl. Adelphus in der Schule     | und zu • schulen • der • göttlichen • kunst • usser • kore                                                                                  | Und zur Schulen, der göttlichen Kunst auserkoren.                                                                                             | |
|      | 1/4            | Weihe zum Bischof von Metz         | dar noch • wart • er • erwelt • bischoff • zu • metz                                                                                        | Danach wurde er erwählt zum Bischof von Metz.                                                                                                 | |
|      | 1/5            | Heilung der von Dämonen Besessenen | hie dribet • er • uß die • tufel • noch • geistliche •gesetz                                                                                | Hier treibt er aus die Teufel nach geistlichem Gesetz.                                                                                        | Über den Köpfen der Besessenen machen sich die Dämonen aus dem Staub. Hier finden sich die Wappen von Hohenlohe (oben) und Hanau (unten) – im verfügbaren Bildausschnitt nicht erfasst.                                                                             |
|      | 2/6            | Erweckung von Toten                | hie • het • er die • doten • erwicket zum • leben •                                                                                         | Hier hat er die Toten erweckt zum Leben | |
|      | 2/7            | Almosen-Gabe                       | und • den armen • luten • groß almusen • geben.                                                                                             | und den armen Leuten viel Almosen gegeben. | Im Übergang zu Szene 8: Allianzwappen Lichtenberg / Hohenlohe / Baden / Hanau (rechts oben im Bildausschnitt) |
|      | 2/8            | Beherbergung von Pilgern           | er • hat • die • bilgerin geherbergt • von • allen • enden                                                                                  | Er hat die Pilger beherbergt von allen Enden (überall)                                                                                        | |
|      | 2/9            | Fußwaschung                        | und • ynnen ire • fuesse • geweschen • mit • sinen • heiligen hend                                                                          | und ihnen die Füße gewaschen mit seinen heiligen Händen.                                                                                      | |
|      | 2/10           | Tod                                | hie ist er dott und kommen • zu • ewigem • leben                                                                                            | Hier ist er tot und gekommen zu ewigem Leben.                                                                                                 | Am oberen Bildrand trägt ein Engel die Seele des Adelphus, dargestellt als Kind, in den Himmel, vor seinem Sterbebett knien zwei Chorherren und halten ein offenes Buch.                                                                                            |
|      | 3/11           | Offenbarung der Adelphus-Reliquien | durch • gottes • verkundung • geoffnet • wart • und • uns • gegeben                                                                         | Durch Gottes Verkündung eröffnet und uns gegeben.                                                                                             | Die mittlerweile vergessene Grabstätte des Adelphus soll einem frommen Beter offenbart worden sein. Hier finden sich die Wappen von Hohenlohe und Lichtenberg. |
|      | 3/12           | Erhebung der Reliquien             | hie • ist er • loebelich • erhebet • der in • dem • hymel • eweclich • lebet                                                                | Hier ist er löblich erhoben, der in dem Himmel ewiglich lebt                                                                                  | Bischöfe und andere Geistliche stellen die Authentizität der Reliquien fest. |
|      | 3/13           | Überführung nach Neuweiler         | und • wart • gefüret • gon • nuwiler • in • die • stat                                                                                      | und wurde geführt gen (nach) Neuweiler in die Stadt                                                                                           | |
|      | 3/14           | Ankunft der Reliquien in Neuweiler | Die Szenen 13 und 14 teilen sich den Text.                                                                                                  | Die Szenen 13 und 14 teilen sich den Text. | Die typische Fassadenarchitektur der St. Adelphus-Kirche mit ihren zwei Türmchen ist deutlich zu erkennen. |
|      | 3/15           | Glocken- und Weinwunder            | do er • vil • wunder • zeichen • volbroht • hat                                                                                             | da er viele Wunderzeichen vollbracht hat. | Als die Reliquien in Neuweiler ankamen, sollen die Glocken von selbst geläutet haben. Das Bild zeigt die St.-Adelphus-Kirche in Neuweiler. Der vom Glockengeläut überraschte Cellerar vergaß ein Fass zu schließen, aber der Wein floss von selbst ins Fass zurück. |
|      | 4/16           | Frevel am Schrein                  | do • selbst • wart • unsinnig • der • sin grap • zerbrach •                                                                                 | Dort selbst wurde wahnsinnig, der sein Grab aufbrach                                                                                          | Ein Soldat, der versuchte, den Reliquienschrein aufzubrechen, habe die eigene, frevelnde Hand verspeist und sei gestorben. |
|      | 4/17           | Heilungswunder                     | ouch • machet • er • die • lamen • gerad • der • blinde • gesach                                                                            | Auch macht er die Lahmen gerade, die Blinden sehend                                                                                           | |
|      | 4/18           | Rettungswunder                     | hie • erquicket er die jungffrow in • brunnen • als • sie • was dot und • erloste • das • kint • in dem • kessel uß •heisser • not          | Hier erquickt er die Jungfrau im Brunnen, als sie fast tot und erlöste das Kind in dem Kessel aus heißer Not.                                 | Die Szene ist mit einem doppelten Sinn aufgeladen: Zum einen geht es um die Rettung vor Ertrinken und Feuer, zum anderen um die Rettung durch Taufe und vor dem Fegefeuer.                                                                                          |
|      | 4/19           | Bestätigung der Reliquien 1468     | dar • noch • wart • er • gezeuget • mit • lobe • und • grossen • eren                                                                       | Danach wurde er bezeugt mit Lob und großen Ehren                                                                                              | Die Szene stellt ein reales Ereignis dar. Kurz vor dem 28. Mai 1468 wurde das Grab des Heiligen geöffnet. Links kniend: Ludwig V. von Lichtenberg und seine Frau, Elisabeth von Hohenlohe, gekennzeichnet durch ihre (vertauschten) Wappen.                         |
|      | 4/20           | Schlussgebet                       | hie • suchen • in die • siner • genoden • und • hilffe • begeren                                                                            | Hier suchen ihn die (auf, die) seine Gnade und Hilfe begehren.                                                                                | |

Besonderheiten
Außer den Spruchbändern und dem quadrierten Wappen zwischen Szene 7 und 8 sind alle Darstellungen und Wappen seitenverkehrt. So segnet z. B. Adelphus in den Szenen 5 und 6 mit der linken Hand.

## Datierung
Die Datierung der Teppiche war höchst umstritten und bewegte sich zwischen der Graböffnung 1468 als dem Terminus post quem und der Hochzeit von Graf Philipp III. von Hanau-Lichtenberg und Markgräfin Sibylle von Baden-Sponheim Anfang 1504. Die umfassende Analyse von Gisela Probst spricht sich für den Beginn der Arbeiten unmittelbar nach der Graböffnung 1468 aus, bezieht das Hanauer und das badische Wappen nicht auf Graf Philipp III. und Markgräfin Sibylle, sondern auf die Mütter von Ludwig V. und seiner Frau, Elisabeth von Hohenlohe. Sie war eine Tochter des Grafen Albrecht von Hohenlohe und der Gräfin Elisabeth von Hanau. Die Mutter von Ludwig V. war Markgräfin Anna von Baden. Das Allianzwappen zwischen Szene 7 und 8 stellt somit eine Ahnenprobe der Stifter, Ludwig V. und seiner Frau, Elisabeth von Hohenlohe, dar. Dies löst auch das Problem, dass die dargestellten Personen für den Beginn des 16. Jahrhunderts viel zu altmodisch bekleidet dargestellt sind.

## Bedeutung
Die Bedeutung des Kunstwerks liegt nicht nur in seinem Wert als Zeitzeugnis, sondern auch darin, dass der Bilderzyklus vollständig erhalten ist und durch die Abfolge der Szenen auch die ursprüngliche Hängung erschlossen werden kann. Am 2. April 1969 wurden die Teppiche als Monument historique klassifiziert.